# Hydrazon-Iodierung
Die Hydrazon-Iodierung ist eine chemische Reaktion, in der ein Hydrazon zu einem Vinyliodid umgesetzt wird.

## Reaktion
Die Reaktion läuft mit elementarem Iod und einer nicht-nukleophilen Base wie DBU oder DBN. Es ist eine der von Derek H. R. Barton beschriebenen Reaktionen und wurde von ihm erstmals 1962 publiziert. In Abgrenzung zu der Barton-Reaktion wird sie auch Barton-Vinyl-Iod-Prozedur genannt. Die Gegenwart der Base ist bei der Reaktion entscheidend; Wieland und Roseeu fanden 1911, dass die gleichen Hydrazone nur mit Iod alleine oxidativ zu Azinen dimerisieren.
In der originalen Publikation von Barton wurde die Reaktion unter Nutzung der starken Base BTMG optimiert. Hohe Ausbeuten konnten beim Zutropfen des Hydrazons zur Iod-Lösung unter Wasser-Ausschluss erzielt werden.
Wird statt Iod als Elektrophil ein aromatisches Selenylhalogenid verwendet (hier Phenylselenylbromid), werden die entsprechenden Vinylselenide erhalten.

## Reaktionsmechanismus
Der in der originalen Publikation von Barton vorgeschlagene Reaktionsmechanismus läuft wie folgt ab:
Das Hydrazon wird vom Iod zu einer Diazoverbindung oxidatiert. Im nächsten Schritt greift das Iod als Elektrophil dieses Intermediat an. Die Eliminierung von Distickstoff aus dem so entstandenen Kation führt zu einem Iodcarbeniumion, welches bei Gegenwart von Wasser als Nebenreaktion zum Keton abreagieren kann oder, falls keine sterische Hinderung vorliegt mit Iodidionen zu geminalen Diiodiden. Die Deprotonierung in α-Position hingegen führt zum Produkt, dem Vinyliodid. Auch dieses kann sich mit Wasser wieder zum Keton zersetzen. Eine verwandte Reaktion ist die Shapiro-Reaktion.

## Anwendungsbereich
Ein klassisches Beispiel der Barton-Vinyl-Iod-Prozedur ist die Umwandlung des Hydrazons von 2,2,6-Trimethylcyclohexanon zum entsprechenden Vinyliodid. Die benötigte Base BTMG wird dabei oft selbst präpariert aus Tetramethylharnstoff und Tert-Butylamin. Auch bei der Synthese von Paclitaxel durch Samuel Danishefsky wurde die Prozedur angewendet.
2016 wurde untersucht, auf welche Art die reaktiven Intermediate von einem Alken intramolekular abgefangen werden können. Wird das Hydrazon 1 mit Iod in Toluol und Triethylamin reagieren gelassen, könnte nach einem radikalischen Mechanismus die Bildung des Iodalkans 10 erwartet werden. Stattdessen bildet sich jedoch nach einem ionischen Mechanismus durch 1,3-Dipolare Cycloaddition das Pyrazolin 5 in 85-prozentiger Ausbeute.

## Externe Links zu erwähnten Verbindungen
1. ↑  Externe Identifikatoren von bzw. Datenbank-Links zu 2,2,6-Trimethylcyclohexanon:  CAS-Nr.: 2408-37-9, EG-Nr.: 219-309-9, ECHA-InfoCard: 100.017.555, GESTIS: 490375, PubChem: 17000, ChemSpider: 16105, Wikidata: Q27275646.